# Bildung und Forschung in Hamburg
Bildung und Forschung in Hamburg ist durch ein breites Spektrum an unterschiedlichen Einrichtungen in der Freien und Hansestadt Hamburg gekennzeichnet, die die Grundlage für die verschiedenen Bereiche von Lehre, Wissenschaft und Forschung bilden. Hierzu zählen die allgemein und berufsbildenden Schulen, Hochschulen, Aus- und Fortbildungseinrichtungen ebenso wie bedeutende wissenschaftliche Institutionen und Forschungseinrichtungen.

## Schulische Bildung

### Elementarstufe
Die Elementarstufe umfasst die vorschulischen Bildungseinrichtungen, vornehmlich Kindergärten, Kindertagesstätten und Vorschulen.

### Primar- und Sekundarstufe
Die Primarstufe umfasst in Hamburg gegenwärtig 4 Pflichtschuljahre, die Sekundarstufe 6 Jahre. Zur Sekundarstufe gehören auch alle berufsbildenden Schulen.

### Reform der Sekundarstufe in Hamburg
In Hamburg wurde zum Schuljahr 2010/11 ein Zwei-Säulen-Modell umgesetzt. Neben dem Gymnasium gibt es nur noch die Stadtteilschule als zweite Schulform. Alle alten Schulformen laufen aus. Die isolierte Hauptschule war bereits zum Schuljahr 2008/2009 abgeschafft worden.
Die Stadtteilschule bietet künftig alle Schulabschlüsse bis hin zum Abitur nach 13 Jahren an. Das Gymnasium führt bereits nach 12 Jahren zur Hochschulreife. Welches Kind in welche Schule geht, wird wie bisher zunächst vorläufig nach der vierten, endgültig dann nach der sechsten Klasse entschieden. Ab der 7. Klasse dürfen Kinder nicht mehr zwangsweise vom Gymnasium auf die Stadtteilschule abgeschult werden. Dies ist nur noch mit Einverständnis der Eltern möglich.
Siehe auch: Schulreform in Hamburg

### Fremdsprachige Schulen
In Hamburg gibt es neben den öffentlichen und privaten deutschen Schulen auch fremdsprachige Schulen, eine Internationale Schule (International School Hamburg) und eine französische Schule (Französische Schule Hamburg). Beide bieten eine umfangreiche Ausbildung, vom Kindergarten zur Hochschulreife.
An der International School Hamburg können Schüler das International Baccalaureate, am Lycée Français de Hambourg das Baccalauréat oder das AbiBac erhalten.

## Berufliche Bildung und Fortbildung
- Stage School Hamburg (SSH), ist eine seit 1985 bestehende Schauspiel- bzw. Schule für darstellende Kunst. Sie ist als berufsbildende Privatschule für Musical, Tanz, Gesang und Schauspiel staatlich anerkannt.
- Joop van den Ende Academy, ist eine staatlich anerkannte private Schule zur Ausbildung von Musicaldarstellern
- Institute of Design (IN.D), ist eine 1984 in Hamburg gegründete und staatlich anerkannte, private Berufsfachschule für Gestaltung und Kommunikation, die Schülern mit Abitur ein Grafikdesign-Studium anbietet.
- Führungsakademie der Bundeswehr, ist die höchste militärische und zentrale Ausbildungsstätte für die Aus-, Weiter- und Fortbildung aller Stabsoffiziere der Bundeswehr. Auch ausländische Stabsoffiziere von NATO- und seit 1962 auch von Nicht-NATO-Staaten werden in Hamburg-Nienstedten ausgebildet.
- Berufsakademie Hamburg (BAH)
- Hamburger Fremdsprachen- und Wirtschaftsschule (HFS) ist eine private Bildungseinrichtung in der Hamburger HafenCity, bei der gegenwärtig Ausbildungen aus dem kaufmännisch-fremdsprachlichen Bereich angeboten werden.
- Contemporary Dance School Hamburg für zeitgenössischen Bühnentanz
- Hamburg School of Music (HSM), eine seit 1999 bestehende und seit 2003 staatlich anerkannte, private Berufsfachschule für Popularmusik. An der HSM werden Musiker ausgebildet.
- Haus Rissen Hamburg – Institut für Internationale Politik und Wirtschaft

## Hochschulen
Stand September 2010 gab es in Hamburg 19 staatliche oder nach Hamburgischem Hochschulgesetz staatlich anerkannte Hochschulen. Darunter befanden sich vier Universitäten und zwei gleichgestellte Hochschulen sowie weitere Einrichtungen, die nach den Hochschulgesetzen anderer Bundesländer oder Staaten anerkannt sind. Acht Hochschulen bestehen unter Trägerschaft des Stadtstaates Hamburg, darunter auch die Universität Hamburg einschließlich des Universitätsklinikums Hamburg-Eppendorf (UKE) als größter Einrichtung. Unter Hamburger Fachaufsicht in Forschungs- und Lehrfragen steht auch die ansonsten aus Bundesmitteln betriebene Helmut-Schmidt-Universität/Universität der Bundeswehr Hamburg. Die Evangelische Hochschule Hamburg ist die einzige Hochschule unter kirchlicher Trägerschaft, während die übrigen Schulen private Einrichtungen sind.
Stand 2010 wurden in Hamburg mehr als 300 verschiedene Studiengänge angeboten, zum Teil mit internationaler Ausrichtung. So kamen von den etwa 75.000 Studenten in der Hansestadt 9.000 aus dem Ausland.
siehe auch: Liste der Hochschulen in Hamburg

### Universitäten
- Universität Hamburg (UHH); gegründet 1919 gehört sie heute mit knapp 39.000 Studierenden zu den größten Universitäten Deutschlands.
- Technische Universität Hamburg (TUHH); gegründet 1978.
- Helmut-Schmidt-Universität/Universität der Bundeswehr Hamburg (HSU); gegründet 1972 als eine von zwei Hochschulen in Deutschland, die dem wissenschaftlichen Studium und der akademischen Bildung von Offizieren dienen (die andere befindet sich in München). Seit Dezember 2003 trägt sie den Namen des früheren Bundeskanzlers und Hamburger Innensenators Helmut Schmidt.
- HafenCity Universität Hamburg – Universität für Baukunst und Metropolenentwicklung (HCU); gegründet 2006, aus Fakultäten drei bestehender Hochschulen und Universitäten.

### Universitäten gleichgestellte Hochschulen
Zu den Universitäten gleichgestellten Hochschulen mit Promotionsrecht zählen die staatlichen Kunst- und Musikhochschulen sowie die private Bucerius Law School. Des Weiteren die private Kühne Logistics University und die private MSH Medical School Hamburg ohne eigenes Promotionsrecht.
Andere:
- Bucerius Law School – Hochschule für Rechtswissenschaft (BLS); Seit 2000 die erste private Hochschule für Rechtswissenschaft in Deutschland (mit Promotions- und Habilitationsrecht). Sie ist eine Gründung der ZEIT-Stiftung (gGmbH) und bietet etwa 400 Studierenden einen Studienplatz.
- Kühne Logistics University – Wissenschaftliche Hochschule für Logistik und Unternehmensführung (THE KLU); die 2010 aus der Kühne School of Logistics and Management hervorgegangene Hochschule der Kühne-Stiftung bietet Vollzeit- und berufsbegleitende Studiengänge, Weiterbildungsveranstaltungen und Forschung in den Bereichen Logistik und Unternehmensführung.
- MSH Medical School Hamburg – University of Applied Sciences and Medical University; gegründet 2009, nahm diese 2010 den Studienbetrieb mit Vollzeit-, Teilzeit und ausbildungsbegleitenden Studiengängen im Gesundheits- und Medizinsektor auf.

### Weitere staatliche Hochschulen
- Hochschule für Angewandte Wissenschaften Hamburg (HAW); Hamburgs zweitgrößte Hochschule wurde 1970 als Fachhochschule Hamburg gegründet, deren Vorgängereinrichtungen vier Ingenieurschulen und sechs Höhere Fachschulen waren. Seit 2001 trägt die ehemalige Fachhochschule ihren heutigen Namen mit dem englischen Zusatz „University of Applied Sciences“.
- Hochschule für bildende Künste Hamburg (HFBK); gegründet 1767 als Zeichenschule der ersten deutschen Gewerbeschule durch die Patriotische Gesellschaft. 1896 wurde sie in staatliche Trägerschaft übernommen und in Staatliche Kunstgewerbeschule umbenannt. Nach dem Zweiten Weltkrieg nahm sie ab 1955 als „Hochschule für Bildende Künste“ wieder ihren Lehrbetrieb auf. Seit 1970 hat sie den Rang einer künstlerisch-wissenschaftlichen Hochschule.
- Hochschule für Musik und Theater Hamburg (HfMT); gegründet 1950 als Staatliche Hochschule für Musik. 1954 wurde die Kirchenmusikschule der Evangelisch-Lutherischen Kirche im Hamburgischen Staate als Abteilung für Evangelische Kirchenmusik in die Hochschule integriert. Seit 1967 als Staatliche Hochschule für Musik und darstellende Kunst besteht sie seit 1991 unter dem heutigen Namen.
- Norddeutsche Akademie für Finanzen und Steuerrecht, 2010 entstanden durch Zusammenlegung von Landesfinanzschule und Hochschule für Finanzen
- Akademie der Polizei Hamburg, 2013 entstanden durch Zusammenlegung von Landespolizeischule und Hochschule der Polizei
- Berufliche Hochschule Hamburg, 2020 gegründet

### Kirchliche Hochschulen
- Evangelische Hochschule für Soziale Arbeit & Diakonie (EHS); die Einrichtung geht zurück auf die 1834 von Johann Hinrich Wichern gegründete Brüderanstalt und bildet seit 1971 Sozialpädagogen (staatlich anerkannt) und Diakone (Diakonenkolloquium) aus.

### Private, staatlich anerkannte Hochschulen
- Brand University of Applied Sciences; privat und staatlich anerkannt seit 2010.
- EBC Hochschule; private und staatlich anerkannte Hochschule mit FIBAA-akkreditierten Bachelor- und Masterstudiengängen, die seit 2008 als international ausgerichtete University of Applied Sciences mit den Lehr- und Forschungsbereichen Management und Business Administration besteht.
- Europäische Fernhochschule Hamburg (Euro-FH / European University of Applied Sciences Hamburg); gegründet im März 2003 als private Fernfachhochschule mit staatlicher Anerkennung. Einzig international ausgerichtete Fernhochschule Deutschlands mit mehr als 3000 Studienteilnehmern.
- HFH Hamburger Fern-Hochschule (HFH / University of Applied Sciences); gegründet 1997. Mit derzeit über 6000 Studierenden, eine der größten privaten Fern-Hochschulen Deutschlands.
- HSBA Hamburg School of Business Administration; gegründet 2004 als private Hochschule der Wirtschaft, getragen von einer gemeinnützigen GmbH der Handelskammer Hamburg.
- NBS Northern Business School – Hochschule für Management und Sicherheit; diese Hochschule führt sowohl Vollzeitstudiengänge für (Fach-)Abiturienten als auch Teilzeitstudiengänge für Berufstätige in den Fachrichtungen Betriebswirtschaft, Sicherheitsmanagement und Maschinenbau durch.

### Zweigstellen von Hochschulen mit Sitz außerhalb von Hamburg
- Asklepios Medical School; seit 2008 ist der Campus Hamburg der Fakultät für Medizin der Semmelweis-Universität in Budapest/Ungarn deren Studenten an der kooperierenden Asklepios Klinik St. Georg ihr Studium abschließen (Promotion nach ungarischem Recht).
- FOM – Hochschule für Oekonomie und Management (University of Applied Sciences); seit 2002 auch in Hamburg vertretene, staatlich anerkannte Hochschule der Wirtschaft mit Hauptsitz in Essen/Nordrhein-Westfalen. Vorwiegend berufs- und ausbildungsbegleitende Studiengänge in den Bereichen Betriebswirtschaft, Wirtschaftsinformatik und Wirtschaftsrecht.
- Die FernUniversität Hagen betreibt in Hamburg ein Studienzentrum.
- Hochschule Fresenius Hamburg (HSF) – University of Applied Sciences mit AMD Akademie Mode & Design; seit 2008 ist die Hochschule mit Hauptsitz im hessischen Idstein mit einem Standort in Hamburg vertreten und bietet Voll- und Teilzeitstudiengänge in den Fachbereichen Gesundheit sowie Wirtschaft & Medien.
- Macromedia Hochschule für Medien und Kommunikation (MHMK); die vormalige Macromedia Fachhochschule für Medien, ist auf Medien und Kommunikation (Studiengänge Medienmanagement und Journalistik) spezialisiert. Die private Fachhochschule der Macromedia GmbH mit Campus in mehreren Städten, darunter München, ist vom Freistaat Bayern staatlich anerkannt.
- Die Open University betreibt in Hamburg ein Studienzentrum.

### Sonstige Einrichtungen
- Hamburg Media School (HMS), ist eine 2003 entstandene Ausgliederung des Studiengangs Film der Universität Hamburg seines Gründers Hark Bohm. Die halb-staatliche HMS bietet weiterführende Studiengänge für Absolventen oder für Berufstätige in den Bereichen Film, Medienmanagement und Journalismus.
  - Die Tide Akademie am Bürger- und Ausbildungskanal TIDE – unter Trägerschaft der HMS – bietet Kurse zur Weiterbildung in Radio und Fernsehen und dem Erstellen und Distribuieren von Online-Inhalten an.
- Northern Institute of Technology (NIT), ist eine Business School an der TUHH. Von dieser 1998 gegründet, bildet sie deutsche und internationale Studierende in einem zweijährigen Doppelstudiengang zu Technologiemanagern aus.

## Außeruniversitäre Forschungseinrichtungen
Die in Hamburg ansässige Akademie der Wissenschaften in Hamburg ist eine wissenschaftliche Akademie und Mitglied der Union der deutschen Akademien der Wissenschaften.
Die Helmholtz-Gemeinschaft ist in Hamburg mit dem Deutschen Elektronen-Synchrotron DESY vertreten. In Geesthacht unmittelbar vor den Toren Hamburgs befindet sich das Helmholtz-Zentrum Hereon.
Die Max-Planck-Gesellschaft betreibt in Hamburg das Max-Planck-Institut für ausländisches und internationales Privatrecht, das Max-Planck-Institut für Meteorologie und das Max-Planck-Institut für Struktur und Dynamik der Materie. Bis 2011 existierten die Max-Planck-Arbeitsgruppen für strukturelle Molekularbiologie am DESY.
Die Fraunhofer-Gesellschaft betreibt in Hamburg die Fraunhofer-Einrichtung für Additive Produktionstechnologien IAPT, das Zentrum für Angewandte Nanotechnologie CAN, das Fraunhofer-Center für Maritime Logistik und Dienstleistungen CML sowie den Discovery Research ScreeningPort.
In Hamburg ansässige Mitglieder der Leibniz-Gemeinschaft sind das Bernhard-Nocht-Institut für Tropenmedizin (BNITM), das Leibniz-Institut für Globale und Regionale Studien (GIGA), das Leibniz-Institut für Medienforschung / Hans-Bredow-Institut (HBI) sowie das Leibniz-Institut für Virologie (LIV). Das Hamburgische Welt-Wirtschafts-Archiv (HWWA) war bis 2006 ein Institut der Leibniz-Gemeinschaft.
Die Ressortforschung des Bundes ist in Hamburg mit einem Standort des Johann Heinrich von Thünen-Instituts vertreten, in welchem 2008 die Bundesforschungsanstalt für Fischerei sowie die Bundesforschungsanstalt für Forst- und Holzwirtschaft aufgingen. 
Weitere Forschungseinrichtungen sind das Hamburgische Weltwirtschaftsinstitut (HWWI), das Hamburger Institut für Sozialforschung sowie das Institut für Friedensforschung und Sicherheitspolitik. 

## Wissenschaftspreise
- Aby-M.-Warburg-Preis
- Preis der Aby-Warburg-Stiftung

## Erwachsenenbildung

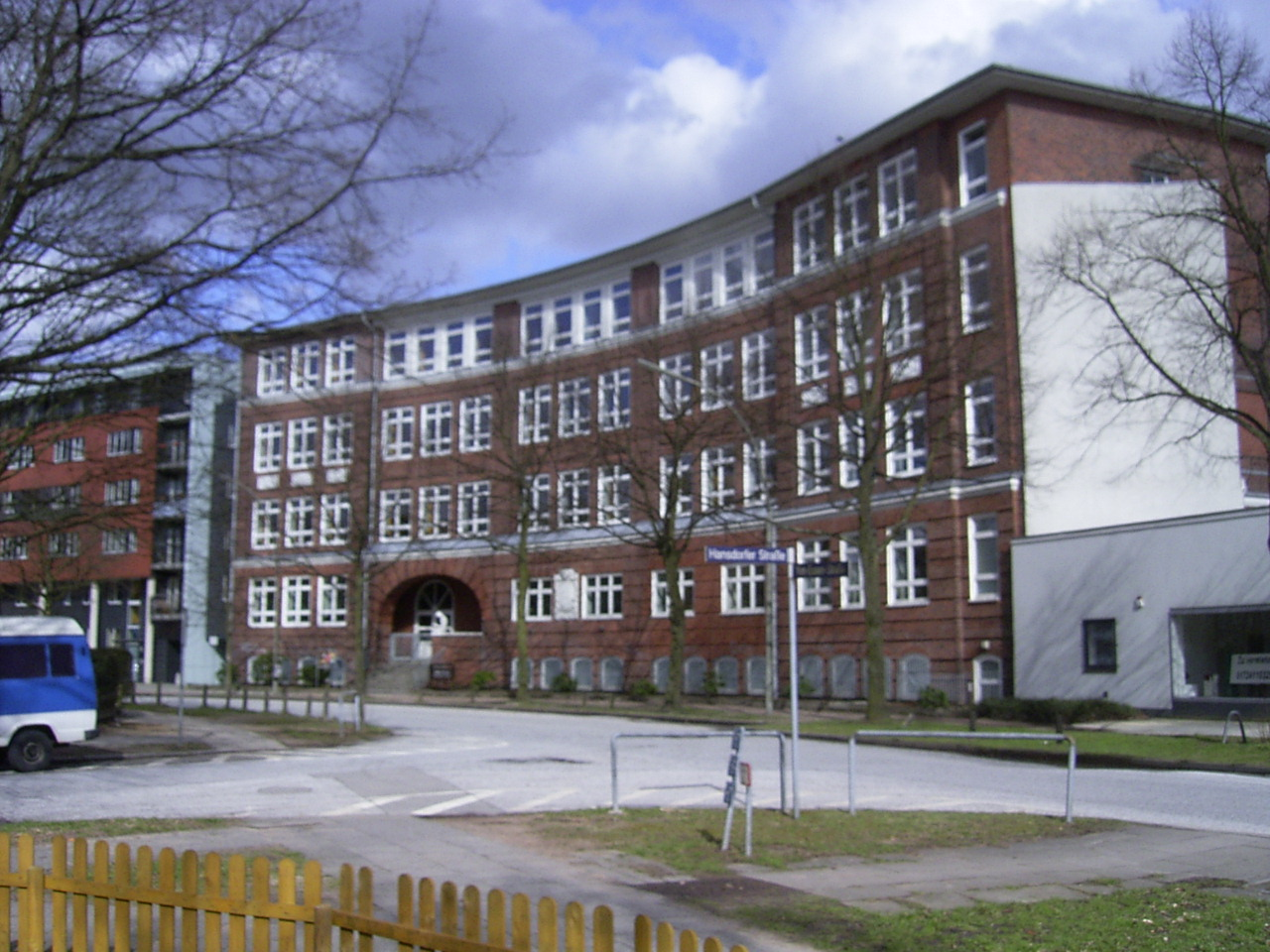
Hansa-Kolleg in Barmbek

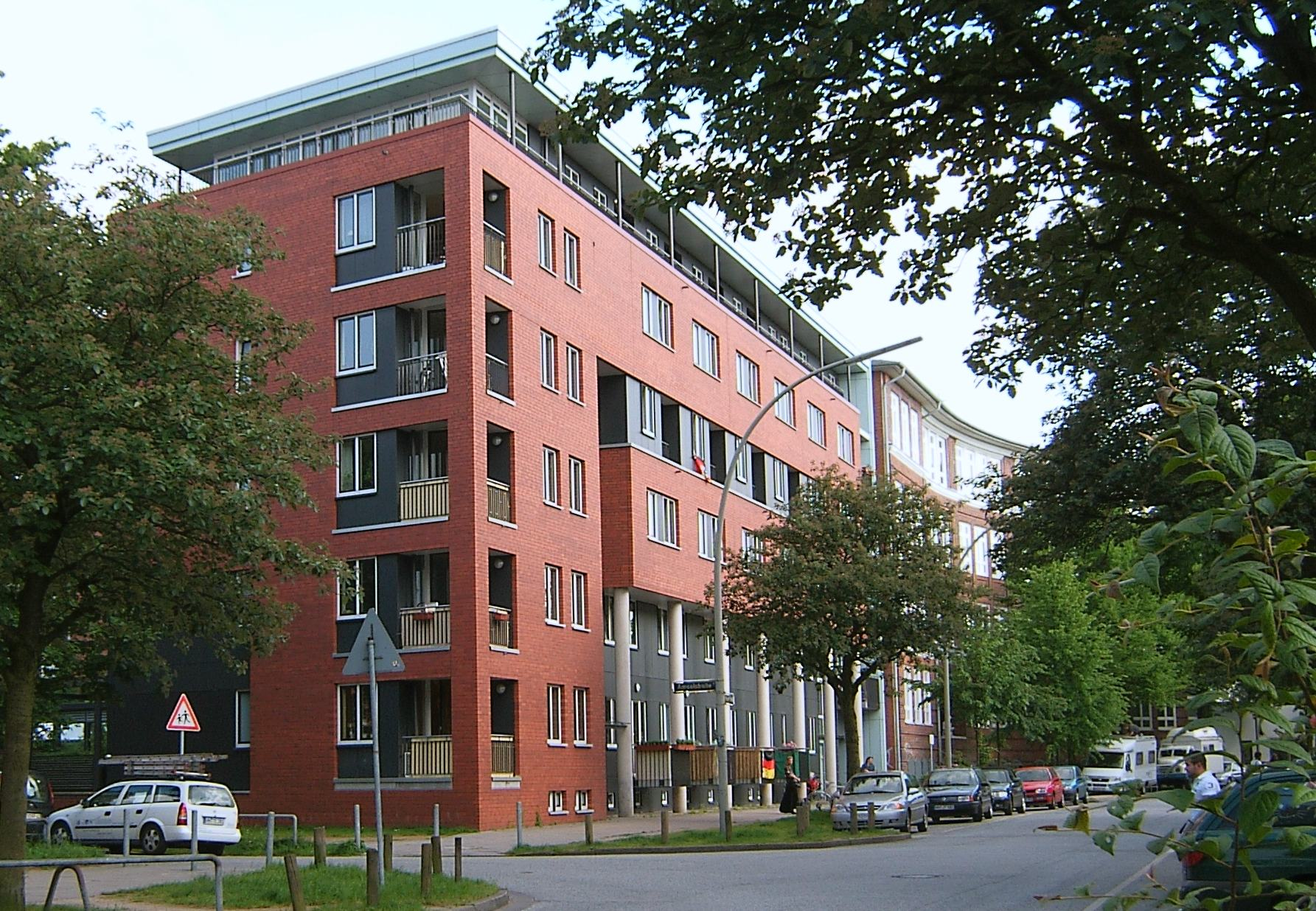
Wohnheim des Hansa-Kolleg

### Hansa-Kolleg
Das einzige Kolleg in Hamburg ist das Hansa-Kolleg, ein Staatliches Institut zur Erlangung der Allgemeinen Hochschulreife, das der Hamburger Behörde für Bildung und Sport untersteht. Es wurde 1962 in Hamburg-Wellingsbüttel gegründet und zog 1996 an den jetzigen Standort in Barmbek-Süd. Das Hansa-Kolleg und die Abendschulen in Hamburg wurden 2023 zum Campus2Bildungsweg zusammengelegt und finden sich in einem Schulgebäude am Holzdamm.
Das Hansa-Kolleg führt Schülerinnen und Schüler, die eine Berufsausbildung abgeschlossen haben oder über eine mindestens dreijährige berufliche Erfahrung verfügen, im Tagesunterricht zur allgemeinen Hochschulreife, die ein Studium aller Fachrichtungen ermöglicht.
Die Aufnahme ist vom Bestehen einer Prüfung abhängig, die in etwa im April stattfindet. Im August jeden Jahres beginnend findet der Unterricht tagsüber montags bis freitags statt. Die Ausbildung dauert in der Regel drei Jahre. Durch die angebotenen Wahlmöglichkeiten wird den Kollegiaten erlaubt, Schwerpunkte entsprechend ihrem Bildungsgang zu setzen.
Der Besuch des Hansa-Kollegs wird beim Vorliegen der jeweiligen Bedingungen durch das Bafög gefördert. Gefördert wird in der Regel bis zum Alter von 30 Jahren.
Direkt neben dem Kolleg befindet sich seit dem Sommer 2001 ein Wohnheim, in dem viele der Kollegiaten zu Hause sind. Die Wohnungen bestehen aus 2-, 3- und 4-Zimmer-Wohngemeinschaften.

### Staatliche Abendschulen
Die beiden staatlichen Abendgymnasium mit Abendschule St. Georg und Abendschule vor dem Holstentor sind Einrichtungen des Zweiten Bildungsweges für berufstätige Erwachsene. Den Abendschülerinnen und -schülern wird in ein bis zwei Jahren die Möglichkeit geboten, den Ersten und den Mittleren
Bildungsabschluss zu erwerben, in zwei oder drei weiteren Schuljahren die Fachhochschulreife bzw. die Allgemeine Hochschulreife. An den Abendschulen lernen Menschen mit ganz unterschiedlichen Voraussetzungen (Schulbildung, berufliche Erfahrungen, Alter, Kulturkreis, Nationalität, Sprachkenntnisse) miteinander, um sich neue Chancen in Ausbildung und Beruf zu eröffnen.
Diesen Lernprozess nach besten Kräften zu durchschreiten ist für die Lernenden mit hohen Anforderungen und besonderen Belastungen verbunden.

### Volkshochschule
Die Volkshochschule Hamburg (VHS) wurde gemeinsam mit der Universität 1919 gegründet. Die Schule bietet ihre Kurse in verschiedenen Hamburger Stadtteilen an.

### UNESCO-Institut für Lebenslanges Lernen
Die Spezialbibliothek des UNESCO-Instituts für Lebenslanges Lernen (UIL Bibliothek und Dokumentationszentrum) besitzt weltweit eine der umfangreichsten Sammlungen auf den Gebieten Lebenslanges Lernen, Alphabetisierung, Erwachsenenbildung und außerschulischer Bildungsarbeit.
siehe auch: Liste von Bildungsträgern in Hamburg

## Bibliotheken
In Hamburg gibt es laut Hamburger Bibliotheksführer ungefähr 300 Bibliotheken. Dazu zählen insbesondere:
- Hamburger Öffentliche Bücherhallen als Träger der öffentlichen Allgemeinbibliotheken
- Staats- und Universitätsbibliothek Hamburg Carl von Ossietzky
- Universitätsbibliothek der Helmut-Schmidt-Universität sowie
- Universitätsbibliothek der Technischen Universität Hamburg

Hinzu kommen zahlreiche Forschungs- und Spezialbibliotheken, Museumsbibliotheken, Bibliotheken von Archiven, Behörden und privaten Einrichtungen. Dazu zählt auch die Commerzbibliothek als älteste Wirtschaftsbibliothek der Welt. Weiterhin ist Hamburg einer der Standorte des ZBW – Leibniz-Informationszentrum Wirtschaft.